# 프로락틴샘종
프로락틴샘종(prolactinoma), 또는 프로락틴(분비)선종, 프로락틴분비종양은 뇌하수체에 생긴 종양(샘종)으로, 프로락틴이라는 호르몬을 생산한다. 기능성 뇌하수체샘종의 가장 흔한 유형이다. 프로락틴샘종의 증상이 나타나는 이유는 비정상적으로 높은 혈중 프로락틴 농도(고프로락틴혈증), 또는 주변 조직을 종양이 누르는 압력 때문이다. 그 크기에 따라 직경이 10mm보다 작은 미세프로락틴샘종(microprolactinoma)과 10mm보다 큰 거대프로락틴샘종(macroprolactinoma)으로 분류한다.

## 같이 보기
- 고프로락틴혈증